# Соловьев, Антон Владимирович
Антон Владимирович Соловьев (род. 28 июня 1983, Ленинград, РСФСР, СССР) — российский спортивный и общественный деятель. Призёр российских и международных турниров по кекусинкай карате, Ояма карате, джиу-джитсу, чемпион России и Европы по Ояма-карате (2012).

## Биография
В 2000 году закончил ГОУ СОШ № 143 Красногвардейского района Санкт-Петербурга с углубленным изучением английского языка. В 2005 году закончил НГУ им. П. Ф. Лесгафта по специальности «Физическая культура и спорт», квалификация — специалист по физической культуре и спорту. В 2016 году закончил СЗИУ РАНХиГС при Президенте РФ, по специальности «Государственное и муниципальное управление».
С 2012 по 2021 гг. занимал должность директора СПб ГБУ «Центр ФКСиЗ» Фрунзенского района.
С сентября 2021 года избран депутатом Законодательного собрания Санкт-Петербурга.
С октября 2021 года назначен председателем Профильной комиссии по физкультуре и спорту Законодательного собрания Санкт-Петербурга .
С декабря 2021 года назначен сопредседателем Народного фронта в Санкт-Петербурге.

## Общественная деятельность
С 2014 года занимается общественной деятельностью, является учредителем и членом регионального штаба ОНФ в Санкт-Петербурге, членом общественного движения «Бессмертный полк России» в Санкт-Петербурге. С 2019 года координатор штаба по рассмотрению обращений в г. Санкт-Петербург на Прямую линию президента проекта ОНФ «Прямая линия. Продолжение» .
Организатор ежегодного фестиваля единоборств — Турнир им. В. А. Соловьева. В мероприятии участвуют около 1200 детей и 500 спортсменов 18+. Соревнования проводятся пятью федерациями по пяти видам единоборств — киокусинкай, бокс, дзюдо, самбо, джиу-джитсу.
Постоянный комментатор во вопросам развития физкультуры и спорта в ИА «Федеральное агентство новостей» («ФАН»)

## Санкции
16 декабря 2022 года, на фоне вторжения России на Украину, внесен в санкционный список Евросоюза за реализации политики, подрывающую территориальную целостность, суверенитет и независимость Украины. Евросоюз отмечает что Соловьев причастен к нелегальной перевозке украинских детей в Россию и их усыновление российскими семьями.
19 мая 2023 года внесён в санкционный список Канады «соратников режима» как «причастный к продолжающемуся нарушению Россией прав человека, включая передачу под опеку украинских детей в Россию»
По аналогичным основаниям под санкциями Украины и Швейцарии

## Спортивные достижения
2012 г. — Мастер спорта России международного класса по карате киокусинкай; чемпион России по Ояма карате, чемпион Европы по Ояма карате, Обладатель Кубка Европы по кекусинкай карате.
2015 г. — Мастер спорта России по джиу-джитсу; призёр чемпионата России по джиу-джитсу.
2017 г. —  на турнире «Power Open BJJ» (бразильское джиу-джитсу).
2017 г. —  в абсолютной весовой категории в International IBJJF Championship Moscow Open 2017 (бразильское джиу-джитсу).
2018 г. —  в категории до 100 кг, победитель в абсолютной весовой категории в European IBJJF Championship 2018 (бразильское джиу-джитсу).
2021 г. —  на турнире Abu Dhabi Grand Slam Jiu-Jitsu World Tour 2020—2021 — Moscow (бразильское джиу-джитсу).

## Награды и премии
- Медаль «За бескорыстный вклад в организацию Общероссийской акции взаимопомощи "МыВместе"[21]
- Грамота за подписью президента РФ В. В. Путина
- Нагрудный знак «За заслуги в развитии физической культуры и спорта Санкт-Петербурга»[22]
- Премия Правительства Санкт-Петербурга «За вклад в развитие физической культуры и спорта Санкт-Петербурга»[источник не указан 1264 дня]
- Благодарности от Законодательного собрания Санкт-Петербурга
- Благодарности и почетные грамоты от органов исполнительной власти